# Ptychanthus striatus
Ptychanthus striatus là một loài Rêu trong họ Lejeuneaceae. Loài này được (Lehm. & Lindenb.) Nees miêu tả khoa học đầu tiên năm 1838.